# Buffet Crampon Group
Pour les articles homonymes, voir Buffet et Crampon.
 (mai 2025).
Si vous disposez d'ouvrages ou d'articles de référence ou si vous connaissez des sites web de qualité traitant du thème abordé ici, merci de compléter l'article en donnant les références utiles à sa vérifiabilité et en les liant à la section « Notes et références ».
La société Buffet Crampon Group (ou Groupe Buffet Crampon, anciennement Buffet Group) est un holding détenant des entreprises de fabrication d’instruments de musique à vent. Basé à Mantes-la-Ville en France, son président fondateur est Antoine Beaussant en 2012.

## Histoire
La maison Buffet Crampon est rachetée en 1981 par le groupe d'éditions musicales Boosey & Hawkes, mais reprend son indépendance en 2005 en étant rachetée par le fonds français d'investissement Argos.
L'entreprise effectue plusieurs acquisitions : Besson (créée en 1837, marque de cuivres) en 2006, Antoine Courtois (créée en 1803, marque de cuivres) en 2007, l’usine de clarinettes Leblanc, à La Couture-Boussey en 2008 ainsi que W. Schreiber (marque allemande de clarinettes et bassons) et Julius Keilwerth (en) (saxophones) en 2010 qui avaient déposé le bilan en tant que société indépendante Schreiber & Keilwerth GmbH. 
Durant cette période, des partenariats industriels sont noués en Allemagne, en Inde et en Chine pour la fabrication des instruments d'étude. 
En 2012, la participation (91 % du capital) d'Argos Soditic dans la maison Buffet Crampon est achetée par la société d'investissements Fondations Capital; le solde des titres demeurant détenu par CDC Entreprises (6,7%) et le management de l'entreprise. La même année, le holding Buffet Group est créé en 2012 pour fédérer l’ensemble des marques du groupe autour de l'objectif de devenir la « référence mondiale des instruments à vent ». 
Fin 2012, le holding Buffet Group effectue son premier rachat via l'acquisition du principal fabricant de cuivres allemand B&S GmbH, âgé de 250 ans, qui regroupe quatre marques reconnues: B&S, Melton Meinl Weston, Hans Hoyer et Scherzer, reconnues pour la fabrication de cuivres professionnels (tubas, euphoniums, cors, trompettes, trombones). Le groupe alors implanté en France, Allemagne, États-Unis, Japon et Chine compte à cette date 750 salariés, et réalise un chiffre d’affaires de 67 millions d’euros dont 94 % à l’international qui devrait être porté à 80 millions d'euros grâce à sa dernière acquisition. Le groupe fabrique 60 000 instruments de musique par an sous les marques Buffet Crampon, Besson, B&S, Antoine Courtois, Hans Hoyer, Julius Keilwerth, Melton Meinl Weston, Scherzer and W. Schreiber.
En juillet 2014, Jérôme Perrod est nommé Président du Directoire du holding Buffet Group par Fondations Capital.
En janvier 2016, Buffet Group change de nom et devient Buffet Crampon Group. La même année, le groupe achète le fabricant américain de flûtes Verne Q. Powell Flutes, Inc. (en) et, en 2019, le facteur français de hautbois et cors anglais Rigoutat, instruments qui manquaient à son portefeuille d'instruments à vent. 
En 2019, Fondations Capital devient Trail, fonds tourné vers l'investissement euro-asiatique, détenant toujours Buffet Crampon Group. 